# L'Olympia
L'Olympia er en koncerthal beliggende i Paris' 9. arrondissement.
L'Olympia blev grundlagt i 1888 af Joseph Oller, skaberen af Moulin Rouge, og er Paris' ældste koncertsal og en af de mest kendte i verden. Den åbnede oprindeligt som Montagnes Russes, men blev allerede i 1893 omdøbt til det nuværende navn.
Legender som Edith Piaf og Mireille Mathieu har optrådt i L'Olympia, såvel som nyere navne som Céline Dion, Adamo, Luciano Pavarotti, Jeff Buckley, Jimi Hendrix, Judy Garland, Nana Mouskouri, Nick Cave og Dionne Warwick.
Koncertsalen har plads til 2.000 tilskuere.